# パワーテックテクノロジー秋田
パワーテックテクノロジー秋田（パワーテックテクノロジーあきた）は、かつて存在した半導体関連企業。本社を秋田県秋田市に置いていた。力成科技傘下に属し、半導体集積回路製品にてDRAMを中心とした先端・特殊パッケージの設計・製造等の事業を行っていた。

## 概要
2006年7月21日、エルピーダメモリの出資で秋田エルピーダメモリとして設立。同年10月1日には日立グループのアキタ電子システムズとその生産子会社であったアキタセミコンダクタの後工程事業を譲受した。エルピーダメモリグループ内において後工程に占める秋田エルピーダメモリの生産割合は1割以下であったが、パッケージの積層化や薄型化において他社を牽引した。なお、2007年5月8日には親会社であるエルピーダメモリの代表取締役の坂本幸雄が出張してきた際に時間の合間を縫って趣味の山菜取りをする様子が『プロフェッショナル 仕事の流儀』で放送されている。
アキタセミコンダクタから譲渡された工場は、DRAM等の高度な半導体製品の試作および量産用の拠点として位置付けられ、また、親会社であるエルピーダメモリの「東北デザインセンター」が敷地内に併設され、先端DRAM製品の設計を中心に業務が行われていた。操業開始時の従業員は、殆どがアキタセミコンダクタの従業員の大部分とアキタ電子システムズの従業員の一部が転籍した者であった。
2012年2月27日、エルピーダメモリの東京地方裁判所への会社更生法の適用申請に伴い売掛金の回収が困難となったため、当社も会社更生法の適用を申請し経営破綻。その後、2013年7月31日のマイクロン・テクノロジによる買収に伴い、2014年2月28日付でマイクロン秋田に改称した。
2016年、マイクロン・テクノロジは、OSAT分野にて一貫したサービス提供への需要に起因する世界的な事業者統合が進展する一方で、日本における半導体の市場規模の縮小が進む状況を鑑み、世界的な経営資源の再配置の一環としての後工程の最適化及び日本における経営資源の再編成を理由に、DRAMの検査工程の内製化と当社の売却を決定した。2017年4月17日、台湾に拠点を置く力成科技との間で当社の全株式の売買について合意。力成科技による当社株式の取得手続は、6月下旬か7月初めまでには完了する見込みとされた。
その後は主にスマートフォン向けメモリの製造を行っていたが、2020年に入り新型コロナウイルス感染症の影響で各メーカーが新機種の投入を見送るなどして受注が激減。力成科技は事業継続は困難と判断し、同年10月末を持って事業を終了した。

## 沿革
- 1969年（昭和44年）4月1日 ‐ 日立製作所系列の会社としてアキタ電子（後のアキタ電子システムズ）が設立される。
- 2002年（平成14年）- 再編に伴い生産部門をアキタセミコンダクタとして子会社化[R 15]、アキタ電子システムズ自身はファブレス企業となる。
- 2006年（平成18年）
  - 7月21日 ‐ 秋田エルピーダメモリ設立。渡辺敬行が代表取締役に就任。
  - 10月1日 ‐ アキタセミコンダクタとアキタ電子システムズが、LSIの後工程事業を秋田エルピーダメモリへ譲渡[R 1]。
- 2009年（平成21年）11月14日 ‐ 大塚周一が代表取締役に就任。
- 2011年（平成23年）
  - 3月11日 ‐ 東北地方太平洋沖地震（東日本大震災）による停電で生産停止に見舞われるも、僅か5日で操業を再開[R 2]。
  - 4月7日 ‐ 東北地方太平洋沖地震と同程度の震度の地震で停電するも、翌日中に電力が復旧する[R 3]。
  - 4月11日 ‐ 五味秀樹が代表取締役に就任する。
- 2012年（平成24年）2月27日 ‐ 親会社のエルピーダメモリと共に東京地方裁判所に会社更生法適用を申請[R 7][R 8]。
- 2013年（平成25年）7月31日 ‐ マイクロン・テクノロジの傘下となる。
- 2014年（平成26年）2月28日 ‐ マイクロン秋田に社名変更。
- 2017年（平成29年）
  - 4月17日 ‐ 力成科技（台湾）がマイクロン秋田を買収。
  - 8月10日 ‐ パワーテックテクノロジー秋田に社名変更。
- 2020年（令和2年）- 10月末を以て事業を終了。